# Bernard Genghini
Pour les articles homonymes, voir Genghini.
Bernard Genghini, né le 18 janvier 1958 à Soultz-Haut-Rhin, est un ancien footballeur international français reconverti dirigeant.
Il commence sa carrière professionnelle au FC Sochaux, dont il porte les couleurs jusqu'en 1982 et devient un joueur emblématique en participant aux grandes heures du club. Il rejoint ensuite l'AS Saint-Étienne, alors sur le déclin, mais quitte les Verts dès 1983 pour rallier l'AS Monaco, avec qui il retrouve de sa superbe. A l'été 1986 il tente l'expérience en Suisse au Servette Genève, il ne s'adapte pas et se résout à rentrer en France en décembre. Il s'engage alors à Marseille jusqu'en 1988, puis à Bordeaux où il doit mettre fin à sa carrière en 1989 à cause de blessures récurrentes.
Il compte 27 apparitions en Équipe de France entre 1980 et 1986, pour 6 buts inscrits. Lors de la Coupe du monde 1982 où les Bleus atteignent les demi-finales, il fait partie avec Alain Giresse, Michel Platini et Jean Tigana, du fameux « carré magique » de l’Équipe de France. Il laisse plus tard sa place dans le quatuor à Luis Fernandez
Après sa carrière il devient entraineur du FC Mulhouse de 1992 à 1995, avant d'occuper divers postes dans l'organigramme du FC Sochaux de 1995 à 2015. Depuis 2015, il est président de l'AGIIR Florival, à Guebwiller, ainsi que membre du comité directeur du FC Mulhouse.

## Biographie

### Carrière en club

#### Débuts et révélation à Sochaux (1976-1982)
Bernard Genghini participe grandement au retour au premier plan du FC Sochaux à l'aube des années 1980, il dispute 212 rencontres et inscrit 71 buts avec le club franc-comtois.
Il participe notamment à la campagne européenne 1980-1981 qui voit Sochaux se hisser jusqu'en demi-finale de la Coupe de l'UEFA, après avoir éliminé l'Eintracht Francfort tenante du titre en huitièmes.

#### Passage à Saint-Étienne (1982-1983)
Ses bonnes performances sous le maillot sochalien séduisent l'AS Saint-Étienne, alors sur le déclin. Lui incombe alors la lourde tâche de succéder à Michel Platini, parti pour la Juventus.
Il ne dispute qu'une seule saison chez les Verts au cours de laquelle il inscrit 10 buts en 41 matches, ce qui fait de lui le meilleur buteur du club toutes compétitions confondues cette année-là.
Le club termine à une modeste 14ème place et l'affaire de la caisse noire s'apprête à mettre fin à la "grande époque des Verts".

#### Renaissance à Monaco (1983-1986)
Avec l'AS Monaco, Genghini retrouve le devant de la scène, il remporte en effet une Coupe de France en 1985 après une finale perdue et une deuxième place en championnat l'année précédente.
Il marque notamment les mémoires en devenant le premier buteur du club au Stade Louis-II le 25 janvier 1985 contre le RC Lens (victoire 3-0). Il marque sur penalty à la 58e minute de jeu.

#### Passage en Suisse, rebond à Marseille, fin à Bordeaux (1986-1989)
Après trois saisons sur le Rocher, Bernard tente sa première et seule expérience à l'étranger en rejoignant le Servette Genève. L'aventure tourne court puisqu'il revient en France dès décembre 1986 et s'engage en faveur de l'Olympique de Marseille.
Sous le maillot de l'OM, il vit les derniers faits marquants de sa carrière, avec une deuxième place en championnat et une finale de coupe perdue en 1987.
Il prend ensuite la direction des Girondins de Bordeaux, avec lesquels il joue peu. Des problèmes physiques récurrents l'obligent à raccrocher les crampons à tout juste 31 ans.

### Parcours en sélection
Il participe notamment à deux Coupes du monde avec l’Équipe de France, et marque un but sur coup franc contre le Koweit, puis contre l'Autriche, en 1982. Il remporte l'Euro 84.
Il est, avec Alain Giresse, Michel Platini et Jean Tigana, membre du fameux « carré magique » de l’Équipe de France. Il laisse plus tard sa place dans le quatuor à Luis Fernandez.

### Reconversion

#### Première expérience en tant qu'entraineur (1992-1995)
Après sa retraite en tant que joueur, il devient entraîneur du FC Mulhouse en 1992. Le club a des résultats assez moyens en D2 pendant les 3 ans de son contrat.

#### Retour à Sochaux (1995-2015)
En 1995, il fait son retour à Sochaux, son club de toujours, qui vient de descendre en D2. Il s’occupe pendant quelques années de la formation puis à partir de 1999, il devient directeur sportif.
Il occupe cette fonction jusqu'en 2006, où il est désormais chargé du recrutement, avant d'entrainer la réserve sochalienne pour les saisons 2006-2007 et 2007-2008 de CFA.
De 2008 à 2012, il est à la tête de la cellule de recrutement du FC Sochaux-Montbéliard. Il rejoint le staff d'Eric Hely (entraîneur de la CFA qui devient entraîneur de l'équipe première) après le remplacement du staff de Mécha Baždarević à 12 journées de la fin de la saison 2011-2012 en qualité d'entraîneur-adjoint et participe à la remontée du club de la 20e à la 14e place.
Il est confirmé en juin 2012 dans ses fonctions d'entraîneur-adjoint de l'équipe première du FCSM et quitte donc la cellule de recrutement pour la saison 2012-2013. Il quitte le club en avril 2015 avec l'accord des nouveaux dirigeants chinois.

#### Nouveaux projets (2015-...)
Il devient en 2015 président du nouveau club de l'AGIIR FLORIVAL, club amateur qui évolue d'ailleurs au stade "Bernard Genghini", dans le village de Issenheim.
Il rentre en décembre 2015 au comité directeur du FC Mulhouse où il est chargé de superviser le côté sportif du club. Il déclare lors d'un interview le mois suivant qu'il n'est pas là "pour s'occuper des buvettes", mais avant tout pour aider le club à franchir l'étape de la montée en National, après de longues années en CFA (aujourd'hui National 2).

## Palmarès

### En club
FC Sochaux :
- Finaliste de la Coupe Gambardella en 1975
- Vice-champion de France en 1980
- Demi-finaliste de la Coupe de l'UEFA en 1981
- Finaliste de la Coupe des Alpes en 1981

 AS Monaco :
- Vainqueur de la Coupe de France en 1985
- Vice-champion de France en 1984
- Finaliste de la Coupe de France en 1984
- Finaliste de la Coupe des Alpes en 1985

 Olympique de Marseille :
- Finaliste de la Coupe de France en 1987
- Vice-champion de France en 1987
- Demi-finaliste de la Coupe des Coupes en 1988

### En équipe de France
- 26 sélections et 6 buts entre 1980 et 1986
- Participation à la Coupe du Monde en 1982 (4e) et en 1986 (3e)
- Vainqueur du Championnat d'Europe des Nations en 1984

### Titre honorifique
En 2019, à l'occasion des 90 ans du FC Sochaux, il est élu par les supporters du club "Joueur le plus emblématique de la période 1973-1988".

## Famille
Son fils Benjamin Genghini (en) (1985-), est lui aussi footballeur professionnel et formé au FC Sochaux. Il fait ses débuts en Ligue 1 avec ce club lors de la saison 2005-2006, avant de jouer dans des clubs alsaciens de divisions inférieures.